# Homalium taypau
Homalium taypau là một loài thực vật thuộc họ Salicaceae. Đây là loài đặc hữu của Pitcairn. Chúng hiện đang bị đe dọa vì mất môi trường sống.